# 现任云南省地级行政区人民代表大会常务委员会主任列表

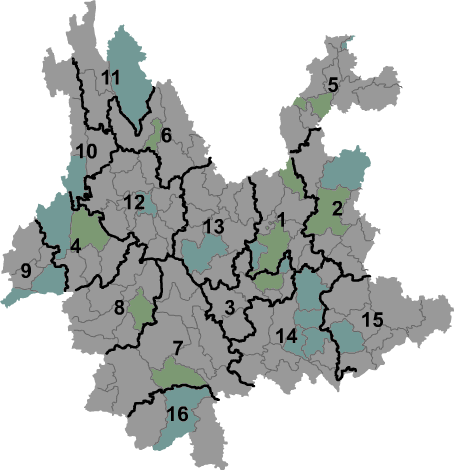
以云南省地級行政區來劃分，
具體請見：「云南省」條目，
「行政區劃」章節

本列表列出中华人民共和国云南省16个地级行政区人民代表大会常务委员会的现任主任。根据《中华人民共和国地方各级人民代表大会和地方各级人民政府组织法》规定，省、自治区、直辖市、自治州、县、自治县、市、市辖区的人民代表大会设立常务委员会，作为本级人民代表大会的常设机关，对本级人民代表大会负责并报告工作。此外，为了理顺党与人大的关系，除了兼任中共中央政治局委员的省、直辖市的党委书记和民族自治地方的自治区的党委书记不兼任外，其余的人大常委会主任大都由同级党委书记兼任，日常工作由人大常委会第一副主任负责。但近年来也出现党委书记与人大常委会主任分设的情况。
现任地级行政区人大常委会主任中，有2位是女性，即西双版纳州人民代表大会常务委员会主任王嘉玲和大理州人民代表大会常务委员会主任张剑萍，任职时间最长的是临沧市人民代表大会常务委员会主任汤培远，自2020年5月18日任职，迄今4年9个月，王嘉玲則是任职时间最短的人大常委会主任，自2025年1月26日起任职，迄今1个月；7位是少数民族，其中1位是回族，1位是纳西族，1位是彝族，1位是哈尼族，1位是白族，1位是景颇族，1位是傈僳族。

## 地级市人大常委会主任
| 地级市人大常委会             | 人大常委会主任    | 上任日期 （任职时间）      | 出生年月           | 是否由 市委书记兼任 | 信息源 |
| ---------------------------- | ----------------- | -------------------------- | ------------------ | ------------------- | ------ |
| 昆明市人民代表大会常务委员会 | 杨正晓            | 2021年2月5日 （4年1个月）  | 1965年3月 （60歲） |                     | [ 2 ]  |
| 曲靖市人民代表大会常务委员会 | 杨经德 （回族）   | 2024年10月19日 （4个月）   | 1969年2月 （56歲） |                     | [ 3 ]  |
| 玉溪市人民代表大会常务委员会 | 聂涛              | 2022年1月28日 （3年1个月） | 1966年6月 （58歲） |                     | [ 4 ]  |
| 保山市人民代表大会常务委员会 | 韩开柱            | 2021年7月8日 （3年8个月）  | 1966年3月 （59歲） |                     | [ 5 ]  |
| 昭通市人民代表大会常务委员会 | 王斌              | 2022年2月20日 （3年）      | 1968年3月 （57歲） |                     | [ 6 ]  |
| 丽江市人民代表大会常务委员会 | 和春雷 （纳西族） | 2022年2月18日 （3年）      | 1965年3月 （60歲） |                     | [ 7 ]  |
| 普洱市人民代表大会常务委员会 | 王鸿彬            | 2022年2月21日 （3年）      | 1968年3月 （57歲） |                     | [ 8 ]  |
| 临沧市人民代表大会常务委员会 | 汤培远            | 2020年5月18日 （4年9个月） | 1965年7月 （59歲） |                     | [ 9 ]  |

## 自治州人大常委会主任
| 自治州人大常委会                 | 人大常委会主任        | 上任日期 （任职时间）      | 出生年月            | 是否由 市委书记兼任 | 信息源 |
| -------------------------------- | --------------------- | -------------------------- | ------------------- | ------------------- | ------ |
| 文山州人民代表大会常务委员会     | 王毅                  | 2022年2月13日 （3年1个月） | 1968年6月 （56歲）  |                     | [ 10 ] |
| 红河州人民代表大会常务委员会     | 李成武 （彝族）       | 2022年2月20日 （3年）      | 1968年8月 （56歲）  |                     | [ 11 ] |
| 西双版纳州人民代表大会常务委员会 | 王嘉玲 （女，哈尼族） | 2025年1月26日 （1个月）    | 1971年10月 （53歲） |                     | [ 12 ] |
| 楚雄州人民代表大会常务委员会     | 周兴国                | 2022年2月14日 （3年1个月） | 1964年3月 （61歲）  |                     | [ 13 ] |
| 大理州人民代表大会常务委员会     | 张剑萍 （女，白族）   | 2021年2月5日 （4年1个月）  | 1969年12月 （55歲） |                     | [ 14 ] |
| 德宏州人民代表大会常务委员会     | 李正环 （景颇族）     | 2022年2月20日 （3年）      | 1971年10月 （53歲） |                     | [ 15 ] |
| 怒江州人民代表大会常务委员会     | 刘强云                | 2022年2月19日 （3年）      | 1969年10月 （55歲） |                     | [ 16 ] |
| 迪庆州人民代表大会常务委员会     | 余胜祥 （傈僳族）     | 2022年2月21日 （3年）      | 1964年8月 （60歲）  |                     | [ 17 ] |